# Kino (logiciel)
Pour les articles homonymes, voir Kino.
Kino est un logiciel libre d'édition vidéo. Il est distribué selon les termes de la licence GNU GPL.

## Présentation
Basé sur les mêmes fondements que le logiciel de retouche d'image GIMP, kino permet entre autres la capture de vidéo depuis une caméra numérique raccordée à l'ordinateur par un câble IEEE 1394 (dit aussi fireWire ou iLink). Il permet aussi et surtout le montage vidéo.
À noter pour l'édition de fichiers déjà compressés (avec DivX et autres codecs courants), il le convertit d'abord au format DV, ce qui présente deux inconvénients : le premier est la taille très importante du fichier après conversion, la seconde est la perte de qualité lorsqu'il faut recompresser le fichier.